# Drietrapsstrategie (waterbeheer)

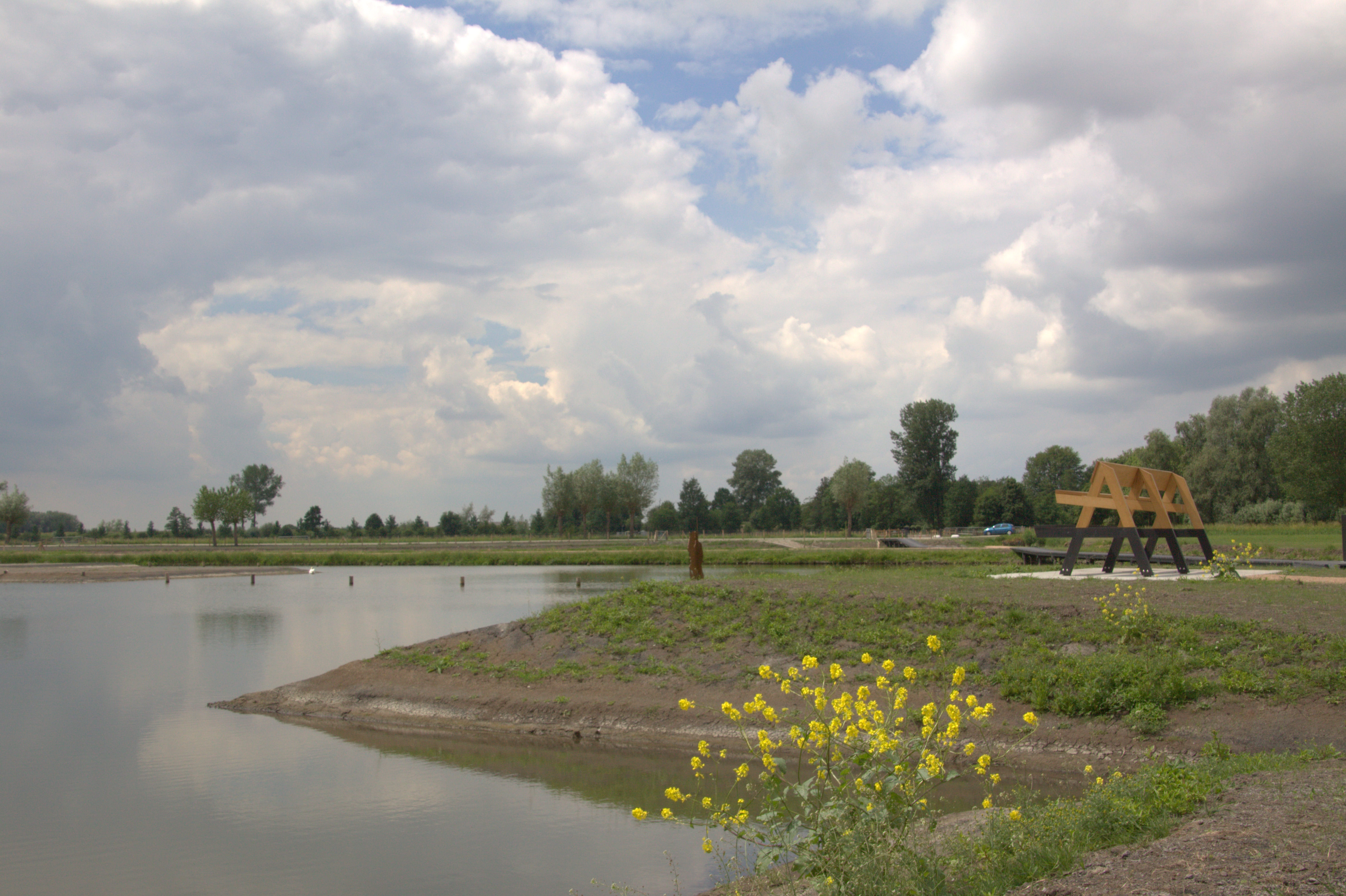
Waterbergingsgebied in polder Blokhoven bij Schalkwijk

De drietrapsstrategie van vasthouden-bergen-afvoeren is sinds het jaar 2000 de uitwerking van het beleid in Nederland om hemelwater niet direct af te voeren uit een gebied. De afvoer wordt door inzet van deze strategie zoveel mogelijk vertraagd om overlast benedenstrooms te voorkomen en verdroging van het bovenstroomse gebied tegen te gaan.
Het waterbeleid was er van oudsher op gericht om regenwater zo snel mogelijk uit het gebied waar het was gevallen af te voeren. Dit was vooral in het belang van de landbouw. Door verstening, ontbossing en klimaatsverandering werd dit steeds meer een probleem. Het werd steeds lastiger de soms zeer grote afvoer te verwerken. De capaciteit van afvoerkanalen, spuisluizen en gemalen was dan ontoereikend. Bovenstrooms dreigde evenwel verdroging van de bodem door een te lage stand van het grondwater.

## Strategie
De drietrapsstrategie bestaat uit achtereenvolgens het vasthouden van water, waterberging en waterafvoer. In het waterbeheer is deze strategie geïntroduceerd door de Commissie Waterbeheer 21ste Eeuw in het jaar 2000. Ze wordt algemeen toegepast door de waterschappen en is iets waarmee in de watertoets rekening gehouden moet worden.

### Vasthouden
Oppervlaktewater laten infiltreren in de bodem, zodat het water niet de rivieren bereikt.
Om het vasthouden van water te bevorderen is het mogelijk gemaakt dat, voornamelijk in de midden- en bovenloop van een rivier, beek of wetering bepaalde retentiegebieden en -gebiedjes tijdelijk vol water lopen. Het water kan daar geleidelijk naar het grondwater infiltreren . In stedelijke gebieden gebeurt dat in zogenoemde wadi's.

### Bergen
Zo lang mogelijk vasthouden van oppervlaktewater, bijvoorbeeld in sloten, meren en uiterwaarden.
Waterberging wordt vooral bevorderd door vergroten van uiterwaarden en door dijkverplaatsing, maar ook kunnen speciale wachtbekkens aangelegd worden die men bij een groot wateraanbod vol kan laten lopen, en na afloop van de regenperiode leeg kan laten lopen of leeg kan pompen. Het voordeel hiervan is dat de hoeveelheid weg te pompen water weliswaar gelijk blijft, maar omdat dit over een langere periode gespreid kan worden, er minder pompcapaciteit nodig is.

### Afvoeren
Vergroten van de capaciteit waarmee water afgevoerd wordt, het debiet.
Soms kan dit door de stroomsnelheid te vergroten, maar meestal door de dwarsdoorsnede van de waterloop te vergroten of de weerstand te verkleinen. De waterafvoer wordt voornamelijk bevorderd door kribverlaging en het verwijderen van obstakels uit de rivier en de uiterwaarden.